# Ivan Ostojić (piłkarz)
Ivan Ostojić (serb. cyr. Иван Остојић, ur. 26 czerwca 1989 w Pančevie) – serbski piłkarz występujący na pozycji środkowego obrońcy  w rosyjskim klubie Bałtika Kaliningrad.

## Sukcesy

### Klubowe
MFK Koszyce
- Zdobywca Pucharu Słowacji: 2013/2014

HJK
- Mistrzostwo Finlandii: 2020
- Zdobywca Pucharu Finlandii: 2020